# Maximilien Van Haaster
Maximilien Hugo Van Haaster, född 19 juni 1992, är en kanadensisk fäktare som tävlar i florett.

## Karriär
Van Haaster tävlade för Kanada vid olympiska sommarspelen 2016 i Rio de Janeiro, där han blev utslagen i den andra omgången i florett av amerikanske Gerek Meinhardt.
Vid olympiska sommarspelen 2020 i Tokyo, som arrangerades 2021, blev Van Haaster utslagen i sextondelsfinalen i florett av hongkongske Ryan Choi samt var en del av Kanadas lag tillsammans med Blake Broszus och Alex Cai som slutade på nionde plats i lagtävlingen i florett.
Vid olympiska sommarspelen 2024 i Paris blev Van Haaster utslagen i sextondelsfinalen i herrarnas florett av italienske Guillaume Bianchi samt var en del av Kanadas lag tillsammans med Bogdan Hamilton, Blake Broszus och Daniel Gu som slutade på sjunde plats i lagtävlingen i florett.